# Lucie de Sampigny
 (juin 2017).
Si vous disposez d'ouvrages ou d'articles de référence ou si vous connaissez des sites web de qualité traitant du thème abordé ici, merci de compléter l'article en donnant les références utiles à sa vérifiabilité et en les liant à la section « Notes et références ».
Lucie de Sampigny, princesse d'Écosse, qui vécut aux Ve siècle ou VIe siècle, ou selon d'autres sources au XIe siècle. Elle est reconnue sainte par l'Église catholique, fêtée le 19 septembre principalement en Lorraine.

## Biographie
Fille d'un roi d'Écosse, elle devint bergère dans le village de Sampigny (Meuse). Tandis qu'elle gardait son troupeau, elle construisit de ses mains, avec l'accord du propriétaire de la terre, un petit sanctuaire.
L'église de Sampigny est dédiée à saint Pierre, mais un bois et une chapelle sont dédiés à la Sainte protectrice des Sampignolais. Elle relève à l'origine de l'évêché de Verdun et appartient aujourd'hui au diocèse de Verdun.

## Le culte
Elle est invoquée par les femmes stériles.